# Montol jezik
Montol jezik (ISO 639-3: mtl; baltap, montal, teel), afrazijski jezik zapadnočadske skupine kojim govori 21 900 ljudi (1990) na području nigerijske države Plateau.
Klasificira se podskupini pravig angas jezika, šira skupina angas-gerka. Dijalekti su mu montol i baltap-lalin. srodan mu je tal [tal].

## Vanjske poveznice
- Ethnologue (14th)
- Ethnologue (15th)